# 基隆客運
基隆汽車客運股份有限公司（英語：Keelung Bus Company, Ltd.），簡稱基隆客運，主要經營新北市公車、公路客運與國道客運，目前與中興巴士、指南客運、光華巴士、淡水客運、新北客運、統聯客運同屬中興巴士集團。

## 簡介
基隆客運的沿革可追溯至西元1952年設立的「台北汽車客運股份有限公司」（已解散），但目前的基隆汽車客運股份有限公司係於西元1962年由前台灣省議員李建和等人所創辦。基隆客運於西元1992年5月1日經營權易手，成為大有巴士的相關企業。西元1996年，基隆客運經營權再次易手，轉隸屬於中興巴士集團旗下。但中興巴士集團僅持有基隆客運53%股權，因此基隆客運雖然自1997年後車輛的車身塗裝大多都和中興巴士集團其他成員相同，但仍保留基隆客運原有的標誌（除了從中興巴士集團其他成員公司接收的車輛仍會保持原有標誌，包含同集團金龍汽車製造提供的新車，但國道客運用車除外），2021年9月27日，基隆客運股權變更，中興巴士集團持有全數股份，基隆客運總公司登記及辦公地址遷移至中興巴士集團淡水辦公室（新北市淡水區中正東路二段27之8號3樓，與指南客運、淡水客運共同運作）。

## 營運範圍
主要服務範圍以基隆市及瑞芳為中心，涵蓋基隆北海岸地區及臺北市、新北市部分區域。
- 基隆市：全區
- 臺北市：南港區、松山區、士林區、大安區、大同區、中山區、內湖區
- 新北市：板橋區、三重區、新莊區、中和區、永和區、土城區、汐止區、淡水區、三芝區、石門區、金山區、萬里區、瑞芳區、平溪區、貢寮區

## 歷史
西元1952年3月，彰化客運董事長呂世明看上台北縣瑞芳鎮（今新北市瑞芳區）公路客運業的發展潛力，創立基隆客運最初的前身「台北汽車客運股份有限公司」，向台灣省公路局申請經營「瑞芳－台北」路線；當時台灣省公路局不願其經營之「八堵－台北」路線的豐厚利潤被瓜分，只核准台北汽車客運股份有限公司行駛「瑞芳－八堵」、「瑞芳－雙溪」與「瑞芳－貢寮」；台北汽車客運股份有限公司以三輛舊車掛牌上路。此三條路線路程短、人口少、產業不豐，碎石路面顛簸使許多乘客改搭臺灣鐵路管理局客運列車到各地，乘客大量流失導致台北汽車客運股份有限公司長期虧損。西元1954年6月，台北汽車客運股份有限公司宣告倒閉，其業務改由瑞芳地方人士另組「瑞芳汽車客運股份有限公司」接辦，以瑞芳市區為營運中心，但公車老舊未曾汰換；1957年，瑞芳客運勉強營運3年之後，宣告倒閉。
西元1957年9月瑞芳客運倒閉後，其業務由另組的基隆客運接辦，新竹名醫何禮棟（曾任臺灣省臨時省議會第二屆議員）擔任基隆客運董事長；但基隆客運營運路線仍舊惡劣，無法改善負債累累的情況。1962年，前台灣省議員李建和發起籌募新股充實資金，將基隆客運解散重組，仍命名為「基隆客運」，李建和並當選為新生的基隆客運首任董事長。李建和任內大力整頓基隆客運內部人事、陸續添購新車，李建和、台灣省政府與台北縣政府（今新北市政府）分別出資新台幣120萬元整建瑞八公路鋪設柏油路，基隆客運開闢新營運路線，使基隆客運數年之間營運好轉。西元1971年，李建和長子李儒謙繼任基隆客運董事長，基隆客運繼續增加路線；但因車輛、人事成本增加及採礦業沒落，班次減少，車輛老舊，加重基隆客運財務負擔。西元1982年，基隆客運改組，李建和四子李儒將接任董事長，財務狀況未好轉。西元1992年5月1日，大有巴士董事長吳東瀛接手經營基隆客運，吳東瀛兼任基隆客運董事長，李建和家族退出經營，基隆客運被納入大有巴士旗下。

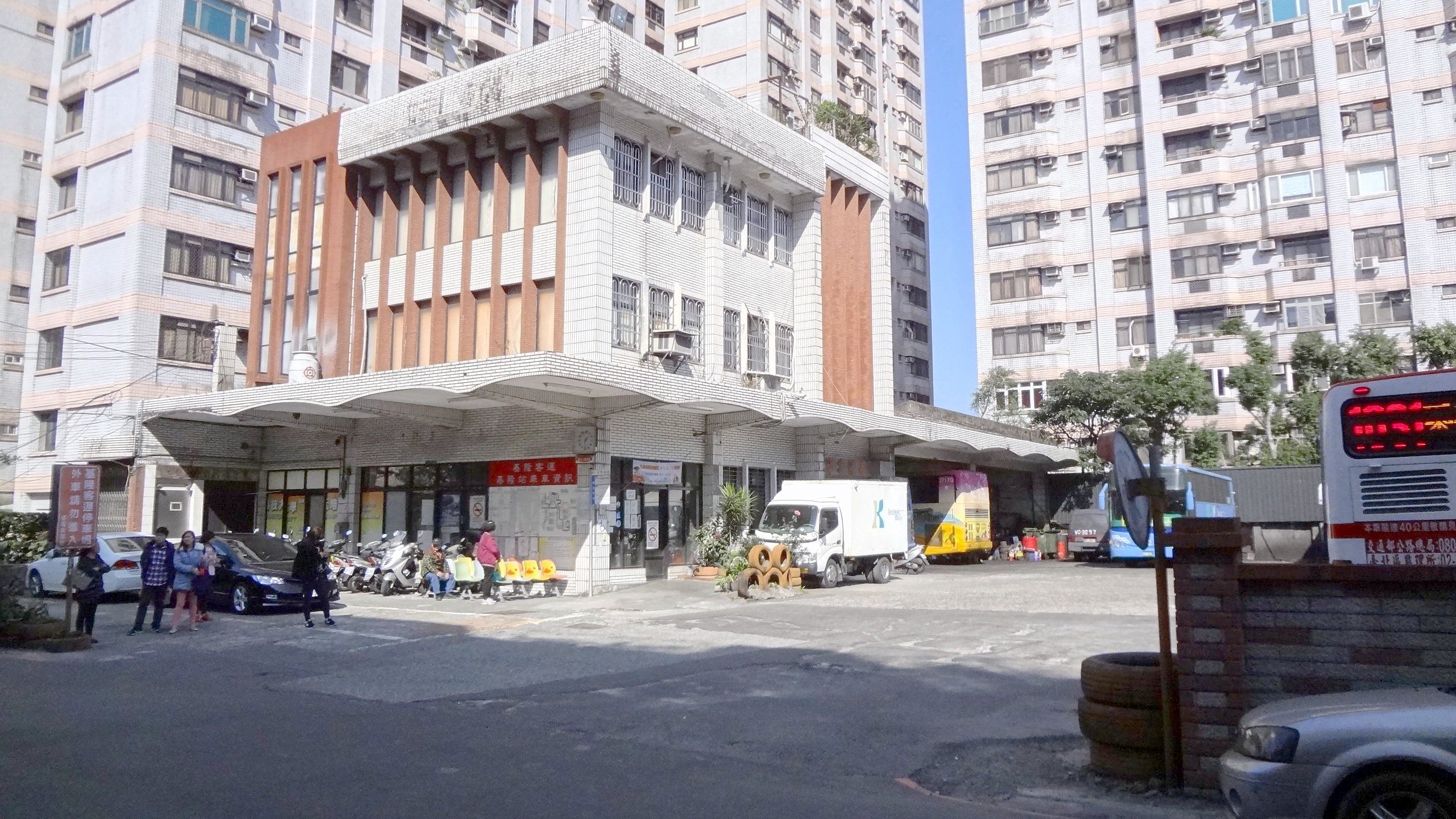
基隆客運基隆站

西元1994年9月12日，基隆客運決定於該月21日將總部從台北縣瑞芳鎮𫙮魚坑遷入基隆市安樂區國家新城，即總部與基隆站地址同為基隆市安樂區樂利三街213號；當時基隆客運表示，基隆客運總部過去40多年一直設在台北縣瑞芳鎮，但目前的業務營運70%是在基隆市。西元1996年，吳東瀛把其持有的基隆客運股份賣給淡水客運董事長呂良宗，呂良宗接任基隆客運董事長，基隆客運遂成為中興巴士集團成員公司。1996年8月1日，中興巴士集團入主基隆客運。呂良宗任內的基隆客運持續推動精簡人事、提高管理效能，並增加經營國道客運路線，成效顯著：1996年度服務評鑑中曾獲得北區優等及全國第三名，1998年度服務評鑑中曾獲得北區優等。2000年6月，呂良宗長子呂奇峯接任基隆客運董事長。
- 1962年2月28日17時10分至19時40分，台北縣瑞芳鎮明燈路531號（今新北市瑞芳區明燈路三段臺灣鐵路公司瑞芳車站對面）基隆客運汽油倉庫發生火災，附近瑞龍戲院、瑞隆當鋪等三間房屋被焚燬，損失約新台幣八十萬元，參加救火的居民五人受輕傷。[4]
- 1966年7月14日，基隆市汽車客運商業同業公會召開理監事會，基隆客運經理黃廷安當選理事長，遞補前理事長原紹曾調任台灣省公路局台北東站站長所留下的職缺。[5]
- 1980年1月21日，中華民國交通部部長林金生在部務會報中指示交通部道路交通安全督導會報及交通部路政司，要求監理單位迅速查明並依法處理基隆客運連續三次肇事事件，同時詳加檢討基隆客運的人事管理制度及公司結構與組織是否健全；當時外傳基隆客運連續發生車禍是與薪獎制度有關，基隆客運駕駛員底薪為新台幣一千八百元，導致駕駛員為了爭取里程獎金與載客獎金而喜歡開快車。[6]
- 1987年7月1日，福和客運副總經理徐榮華表示，基隆客運自該年6月5日起擅自以「子平號」冷氣車在中和、永和行駛「中和－基隆」線，每天往返60餘車次，違反1980年9月福和客運與基隆客運訂立的協議（內容為福和客運同意基隆客運每日對開「中和－新茂」36班次），台灣省公路局北區監理所兩度發文制止無效，嚴重影響福和客運合法權益；基隆客運板橋站站長陳金泉說，基隆客運已自該年6月15日起將每日對開班次減為30班，子平號冷氣車的行駛也是福和客運與基隆客運協調過的。[7]
- 1992年6月，基隆客運爆發罷工案。
- 1997年8月，基隆客運與台北客運獲准聯營國道客運「基隆車站－中山高－板橋」線。
- 1997年12月，基隆客運與光華巴士獲准聯營國道客運「基隆車站－中山高－士林」線。
- 2009年初，基隆客運啟用第二代「K」字形商標，主要用於國道客運用車車身塗裝與該年換發的駕駛員服務證。
- 2009年8月15日，配合交通部鼓勵乘客使用電子票證乘車，基隆客運全面停止發售各式回數票，改為設置悠遊卡驗票機給乘客刷卡付款，但繼續設置投錢箱。
- 2011年5月23日，基隆客運啟用新版網站（www.klbus.tw），但因為種種問題，曾更換網址（klbus.f1918.com）。
- 2012年5月，實際開始日期不明，基隆客運官網重整中，僅瑞芳站網站（passwd.sg1008.myweb.hinet.net/1.htm）正常運作。
- 2012年7月2日，基隆客運啟用新版網站（www.kl-bus.com.tw）。（页面存档备份，存于）
- 2012年8月9日，配合臺鐵捷運化接駁公車計畫，基隆客運新闢5條接駁公車路線（R81、R82、R85、R86、R88）並開放免費搭乘至2012年9月7日，基隆市區公車首次有民營業者經營[8]。
- 2013年8月9日，基隆客運新闢臺鐵捷運化接駁公車R66路線，基隆市區公車首次有兩段票路線[9]。
- 2014年8月1日，基隆客運全面停用回數票。2009年8月以前購買的回數票，皆可至基隆客運總部辦理退費。
- 2017年11月11日約晚間九點多，基隆客運所屬國道客運1068路線用車在國道三號北上10.3公里處，失控撞擊右側路燈後衝出護欄，造成司機及另8名乘客受傷。
- 2019年7月15日，T99龍宮尋寶東岸、西岸線因乘客搭乘意願不足及油量人力成本太高，更改行駛路線為外木山到深澳漁港，改名為T99濱海奇基線。
- 2020年，R81整併至R82，716營運權轉手給淡水客運，R66停止繞駛國立臺灣海洋大學並減班。同年10月26日，R85整併至基隆市公車處510線，故基隆客運承接台鐵捷運化接駁公車只剩R66、R82、R86三條路線。
- 2021年2月1日，基隆客運官方網站轉移至淡水客運集團新網站使用而停止服務。
- 2021年9月27日，基隆客運股權變更，中興巴士集團持有全數股份，總公司登記及辦公地址遷移至中興巴士集團淡水辦公室（新北市淡水區中正東路二段27之8號3樓，與指南客運、淡水客運運作）；同年12月，基隆客運異動的路線所標示的免費服務專線陸續變更為與指南客運、淡水客運相同的電話號碼。
- 2022年11月17日，基隆客運宣布，所屬公路客運1051路線正式變更為新北市公車791區間車路線並於同年12月1日上路。
- 2022年12月31日，基隆客運宣布，T99濱海奇基線正式停駛。
- 2022年，R66路線營運權暫時由基隆市公車處支援。
- 2023年3月1日，R66、R86路線營運權正式由基隆市公車處接手且試辦營運。
- 2023年5月1日，R66、R82、R86路線營運權正式由基隆市公車處接手，退出臺鐵捷運化接駁公車路線。
- 2024年7月6日，本公司與臺北客運因營運考量停駛1070路線。
- 2025年6月16日，新北市公車790金山南勢-基隆線由本公司與淡水客運聯營

## 車內系統
- 全車輛皆為寶錄系統（刷卡機、到站播報）
- 寶錄系統為一機兩用（刷卡機＋到站播報）
- 約2023年6月，車輛刷卡機系統由，（神通系統）更換寶錄系統

## 外部連結
- 中興巴士暨關係企業 （页面存档备份，存于）
- 運輸知識庫巴士交會點 （页面存档备份，存于）